# Odojeviće
Odojeviće (szerbül: Одојевиће), település Szerbiában, a Raškai körzet Novi Pazar községében.

## Népesség
- 1948-ban 184 lakosa volt.
- 1953-ban 242 lakosa volt.
- 1961-ben 244 lakosa volt.
- 1971-ben 237 lakosa volt.
- 1981-ben 155 lakosa volt.
- 1991-ben 82 lakosa volt.
- 2002-ben 50 lakosa volt, akik mindannyian szerbek.